# Mikolajice
Mikolajice är en ort i Tjeckien. Den ligger i den östra delen av landet, 240 km öster om huvudstaden Prag. Mikolajice ligger 356 meter över havet och antalet invånare är 246.
Terrängen runt Mikolajice är platt åt nordväst, men åt sydost är den kuperad. Runt Mikolajice är det ganska tätbefolkat, med 111 invånare per kvadratkilometer. Närmaste större samhälle är Opava, 10,4 km nordost om Mikolajice. Trakten runt Mikolajice består till största delen av jordbruksmark.